# Rodrigo Vergilio
Rodrigo Vergilio (Pederneiras, 13 aprile 1983) è un calciatore brasiliano, attaccante del Dubai Cultural Sports Club.